# Grote Prijs der Giganten
Grote Prijs der Giganten är ett travlopp för varmblod som körs på travbanan Victoria Park Wolvega i Nederländerna varje år i november. Det har körts varje år sedan 1971. Det är ett Grupp 2-lopp, det vill säga ett lopp av näst högsta internationella klass. Loppet körs över 2100 meter med autostart. Förstapris är 32 000 euro.

## Vinnare
| År   | Häst                                              | Efter                                             | Tid                                               | Kusk                                              | Tränare                                           |                                                   |
| ---- | ------------------------------------------------- | ------------------------------------------------- | ------------------------------------------------- | ------------------------------------------------- | ------------------------------------------------- | ------------------------------------------------- |
| 2023 | Hohneck                                           | Royal Dream                                       | 1.11,3                                            | Gabriele Gelormini                                | Philippe Allaire                                  |                                                   |
| 2023 | Zeudi Amg                                         | Ideale Luis                                       | 1.11,5                                            | Rick Ebbinge                                      | Alessandro Gocciadoro                             |                                                   |
| 2022 | Zaccaria Bar                                      | Ready Cash                                        | 1.12,3                                            | Alessandro Gocciadoro                             | Alessandro Gocciadoro                             |                                                   |
| 2021 | Mister F Daag                                     | Conway Hall                                       | 1.11,5                                            | Robin Bakker                                      | Paul J. Hagoort                                   |                                                   |
| 2020 | Inställt p.g.a. den pågående coronaviruspandemin. | Inställt p.g.a. den pågående coronaviruspandemin. | Inställt p.g.a. den pågående coronaviruspandemin. | Inställt p.g.a. den pågående coronaviruspandemin. | Inställt p.g.a. den pågående coronaviruspandemin. | Inställt p.g.a. den pågående coronaviruspandemin. |
| 2019 | Blé du Gers                                       | Quinoa du Gers                                    | 1.12,4                                            | Joseph Verbeeck                                   | Jean-Michel Bazire                                |                                                   |
| 2018 | Antonio Tabac                                     | Crazed                                            | 1.12,7                                            | Oskar Kylin-Blom                                  | Oskar Kylin-Blom                                  |                                                   |
| 2017 | B.B.S.Sugarlight                                  | Super Light                                       | 1.12,4                                            | Vidar Hop                                         | Fredrik Solberg                                   |                                                   |
| 2016 | B.B.S.Sugarlight                                  | Super Light                                       | 1.13,4                                            | Vidar Hop                                         | Fredrik Solberg                                   |                                                   |
| 2015 | Voltigeur de Myrt                                 | Opus Viervil                                      | 1.12,8                                            | Gabriele Gelormini                                | Roberto Donati                                    |                                                   |
| 2014 | Noras Bean                                        | Super Arnie                                       | 1.12,8                                            | Stefan Söderkvist                                 | Ulf Stenströmer                                   |                                                   |
| 2013 | Your Love Lois                                    | Love You                                          | 1.13,3                                            | Rick Ebbinge                                      | Jeroen Engwerda                                   |                                                   |
| 2012 | Robert Keeper                                     | Quadrophenio                                      | 1.13,5                                            | Michael Schmid                                    | Henk Grift                                        |                                                   |
| 2011 | Norginio                                          | Capriccio                                         | 1.15,0                                            | Nico d'Haenens                                    | Alfons Vanberghen                                 |                                                   |
| 2010 | Norginio                                          | Capriccio                                         | 1.14,0                                            | Nico d'Haenens                                    | Alfons Vanberghen                                 |                                                   |
| 2009 | Russel November                                   | General November                                  | 1.12,8                                            | Hugo Langeweg                                     | Hugo Langeweg J:r                                 |                                                   |
| 2008 | Copper Beach                                      | Como                                              | 1.14,4                                            | Conrad Lugauer                                    | Conrad Lugauer                                    |                                                   |
| 2007 | Norginio                                          | Capriccio                                         | 1.14,8                                            | Jos Verbeeck                                      | Alfons Vanberghen                                 |                                                   |
| 2006 | L'Amiral Mauzun                                   | Bon Conseil                                       | 1.15,0                                            | Jean-Michel Bazire                                | Jean-Philippe Ducher                              |                                                   |
| 2005 | Malabar Circle Ås                                 | Malabar Man                                       | 1.13,6                                            | Torbjörn Jansson                                  | Svante Båth                                       |                                                   |
| 2004 | Kleyton                                           | Workaholic                                        | 1.14,8                                            | Dominiek Locqueneux                               | Francisco Criado                                  |                                                   |
| 2003 | Couch Doctor                                      | Armbro Goal                                       | 1.13,5                                            | Anders Lindqvist                                  | Anders Lindqvist                                  |                                                   |
| 2002 | Jam Pridem                                        | Coktail Jet                                       | 1.13,3                                            | Jean-Étienne Dubois                               | Jean-Étienne Dubois                               |                                                   |
| 2001 | Loppet kördes ej.                                 | Loppet kördes ej.                                 | Loppet kördes ej.                                 | Loppet kördes ej.                                 | Loppet kördes ej.                                 | Loppet kördes ej.                                 |
| 2000 | Remington Crown                                   | Lord of All                                       | 1.13,2                                            | Jos Verbeeck                                      | Jan Kruithof                                      |                                                   |
| 1999 | Frisky Frazer                                     | Baltic Speed                                      | 1.13,9                                            | Axel Jacobsen                                     | Axel Jacobsen                                     |                                                   |